# Lac des Komis

Extension du lac des Komis il y a 90000 ans

Le lac des Komis est le nom donné au dernier des lacs périglaciaires préhistoriques qui se formèrent dans l'actuelle république des Komis, lorsque l'embouchure de la Petchora était bloquée par les glaces en période de glaciation. Cela se produisit à de nombreuses reprises pendant les glaciations quaternaires successives. 

## Description
Les traces des rives du lac des Komis ont été retrouvées à l'aide de photos prises par avion ou par satellite sur une distance de plus de 2 000 km. Elles révèlent que ce lac s'élevait jusqu'à une altitude de 90 mètres au-dessus du niveau actuel de la mer. Dans sa partie nord, ces traces atteignent actuellement les 110 mètres car la région s'était abaissée sous le poids des glaces, précédant un phénomène de rebond post-glaciaire.
Le lac des Komis s'est formé pour la dernière fois il y a 80 à 90 000 ans, au début de la dernière période glaciaire, ce qui correspond au stade isotopique 5b. Sa superficie atteignait les 76 000 km2 pour un volume de 2 400 km3 et une profondeur moyenne de 32 mètres, des valeurs qui peuvent être comparées avec celles du lac Victoria actuel. Comme sa forme épousait celle de la vallée de la Petchora et de ses affluents, ses côtes étaient très découpées et avaient une longueur de plus de 8 000 km.
Il a été suggéré que ses eaux s'écoulaient vers l'ouest à travers la chaîne de Timan par le col de Tsilma en direction du bassin de la mer Blanche, où un autre lac périglaciaire se serait formé à la même altitude, menant finalement toutes ces eaux dans la mer Baltique. Cependant, l'ouest de la mer de Barents devait probablement être libre de glace et il n'y aurait donc pas eu de lac de la mer Blanche à cette époque. Certains lacs des Komis précédents ayant atteint une altitude plus élevée ont dû plutôt s'écouler vers le sud et les bassins de la Dvina et de la Volga, en passant par les vallées de la Mylva et de la Keltma. Un tout dernier petit lac a dû se reformer il y a 50 à 60 000 ans dans la vallée de la Petchora, à une altitude maximale de 60-70 m.

## Effet climatique
Les eaux du lac des Komis étaient largement alimentées par les eaux de fonte de la calotte glaciaire et restaient froides en été. Il a été calculé qu'elles causaient en cette saison un refroidissement supplémentaire de 8 °C par rapport aux régions sans lacs.

## Fin du lac
L'évacuation finale des eaux du lac a été simulée en prenant comme modèle son passage dans un tunnel sous-glaciaire causant une vidange brutale qui n'a probablement duré que quelques mois.